# Fritz Diekmann
 (avril 2022).
Fritz Diekmann, né le 15 juin 1897 à Diekmannhausen et mort le 7 août 1970 à Oldenbourg, est un arpenteur et officier de la Kriegsmarine.

## Biographie

### Naissance et début de carrière militaire
Peter Fritz Diekmann est né le 15 juin 1897 à Diekmannhausen, village fondé par ses ancêtres, en Niedersaschen au nord de l'Allemagne. Il est le fils du marchand de bois et propriétaire d'une scierie Heinrich Johann Diekmann (24 août 1863 - 2 septembre 1927) et de sa femme Wilhelmine née Hadeler. Au début de la Première Guerre mondiale, il entre dans la Kaiserliche Marine le 16 septembre 1914 à 17 ans pour tout d’abord servir dans le 2e Groupe d'Artillerie de Marins en décembre 1914, puis dans le 1er Régiment d'Artillerie de Marine jusqu’en juillet 1918, unité où il sera promu Leutnant Marine Artillerie le 16 novembre 1917, avant d’être stationné jusqu’à la fin de la guerre dans le Marine-Sonderbatterie Sachsen 1 sur la côte belge. Durant ce début de carrière militaire, il reçoit plusieurs décorations : deux Eisernes Kreuz 2ème et 1re classe et le Grossherzoglich Oldenburgisches Friedrich August Kreuz, 2e classe.

### Études et entrée dans la vie active
De retour à la vie civile, il fréquente l’école de Schweiburg à Varel puis l’Oberralschule de Wilhelmshaven, avant de faire des études d’arpentage et de culture régionale à l’université technique de Munich à partir de 1919, d’où il ressort diplômé en 1922. En 1924, il commence à travailler à la direction de l’arpentage d’Oldenburg, ville située près de son village natal et reçoit des conseils pour son travail d’histoire professionnelle et locale de son chef de bureau, Adolf Schmeyer.
Le 22 mars de cette même année, il se marie avec Mathilde Melusine Caroline Helmerichs (1897 – 1985) : de cet union naitront 2 garçons et une fille.
3 ans plus tard, il réussit l’examen d’Etat d’Oldenburg pour le service supérieur d’arpentage et de culture d’Etat. Pendant son service préparatoire, il est employé au bureau du cadastre de Friesoythe puis à la direction de la topographie d’Oldenburg où il reprendra le service des attelages en 1934.

### Seconde Guerre mondiale
Le 15 avril 1936, sa carrière militaire évolue puisqu’il est promu Oberleutnant puis Kapitänleutnant d'Artillerie de Marine le 18 janvier 1938. Il rejoint la Kriegsmarine le 26 août 1939 et est nommé chef de batterie au 2ème détachement du 112ème Groupe d'Artillerie de Marine sur Wangerooge, jusqu’au 10 avril 1940 où il deviendra peu de temps après chef de division du 122ème Groupe d'Artillerie de Marine sur Helgoland.
Le 27 mai 1940, il prend alors le commandement du 240ème Groupe d'Artillerie de Marine au camp d’Altergroden et part peu de temps après pour Boulogne-sur-Mer avec son unité. Arrivé dans le Boulonnais, cette unité va prendre en charge les batteries de Marine de la zone, au nombre de huit en 1944 et allant d’un calibre de 7,5 à 30,5 cm. Il va voir édifier les premiers bunkers des batteries en 1941, avant de connaitre des bombardements de plus en plus importants, la tournure mondiale du conflit, la création du Mur de l’Atlantique avec d’importantes défenses autour de ses batteries et la création de Boulogne en tant que forteresse en février 1944, dont il sera nommé commandant adjoint le 19 septembre. Le poste de commandement de Diekmann est réparti dans les villas Printanière, Madonna et Gérard, situées sur le front de mer de Wimereux. Diekmann prenait soin de ses soldats : il était à l’écoute et toujours disponible pour eux. Ces derniers lui accordaient une confiance sans limites, écrivant et jugeant leur commandant. Le 1er mars 1941, il est promu Korvettenkapitän et le 23 décembre il reçoit la Spange zum Eisernes Kreuz 1ère classe.
Cette même année, il sera nommé à la direction de l’arpentage d’Oldenburg mais ne pourra exercer cette fonction qu’après sa libération le 7 février 1948. En effet, le 21 septembre 1944, entre minuit et 2 heures, alors que l’agglomération boulonnaise est presque entièrement libérée, Diekmann part à la tête de 250 hommes et 5 officiers. Le groupe camoufle son départ par 12 pots de fumigènes pour rejoindre le cap Gris-Nez où Kurt Schilling, commandant du 242ème Groupe d'Artillerie de Marine qui sert les batteries de Marine à cet endroit, les attend. Diekmann y sera fait prisonnier le 1er octobre et envoyé dans un camp de prisonniers britannique.

### Après-guerre: une vie associative intense
De retour au pays, après la suppression de la direction de l’arpentage, il devient chef du département des affaires d’arpentage et de cadastre et chef de l’autorité supérieure du remembrement foncier au président administratif d’Oldenburg jusqu’à sa retraite en 1962.
Stimulé par son prédécesseur Adolf Schmeyer, Diekmann se consacre avec grand dévouement à l’histoire locale. Il dirige le groupe des districts d’Oldenburg – Brême de l’Association allemande d’arpentage et de la société allemande de photogrammétrie.
Puis en 1956, succédant à Richard Tantzen, il devient président de l’Association d’Etat d’Oldenburg pour l’histoire, l’histoire naturelle et locale puis président honoraire le 2 mars 1967, puis il démissionnera pour se dévouer entièrement aux tâches de la fondation Oldenburg en tant que membre du conseil d’administration jusqu’à sa mort. En effet, au cours de sa carrière professionnelle, il a bien connu sa région et a acquis la conviction qu’il doit se consacrer à la recherche locale, l’entretien et la préservation des monuments culturels et naturels ainsi que de la biodiversité.
Il a notamment écrit plusieurs traités et études techniques d’histoire locale. Il fut aussi membre du conseil d’administration du Mellumrat, du Marscherrat et de la fondation du musée de Cloppenburg, de l’Autorité supérieure de la conservation de la nature et du Klootschiesseverband frison. Il était très apprécié dans ses rôles puisque très investi. A noter aussi qu’il fut vice-président de l’Association de la patrie de Basse-Saxe pour tout ce qui concerne Oldenburg où il fit campagne pour une conservation durable de la nature et la promotion du bas-allemand.
Il sera distingué de la Croix du Mérite 1ère classe et de l’Ordre du Mérite de Basse-Saxe.
Il meurt le 7 août 1970 à Oldenburg, à 73 ans.